# Indian Wells Open 2019 - Qualificazioni singolare femminile
Le qualificazioni del singolare femminile dell'Indian Wells Open 2019 sono state un torneo di tennis preliminare per accedere alla fase finale della manifestazione. Le vincitrici dell'ultimo turno sono entrate di diritto nel tabellone principale. In caso di ritiro di una o più giocatrici aventi diritto a queste sono subentrate le lucky loser, ossia le giocatrici che hanno perso nell'ultimo turno ma che avevano una classifica più alta rispetto alle altre partecipanti che avevano comunque perso nel turno finale.

## Teste di serie
1. Anastasia Potapova (primo turno)
2. Sara Sorribes Tormo (ultimo turno)
3. Stefanie Vögele (qualificata)
4. Vera Zvonarëva (ultimo turno, ritirata)
5. Dalila Jakupovič (ultimo turno)
6. Katie Boulter (ultimo turno)
7. Lara Arruabarrena (primo turno)
8. Kristýna Plíšková (primo turno)
9. Zhu Lin (qualificata)
10. Zarina Diyas (qualificata)
11. Sorana Cîrstea (ultimo turno)
12. Mandy Minella (primo turno)

1. Veronika Kudermetova (ultimo turno)
2. Viktorija Golubic (qualificata)
3. Anna Blinkova (ultimo turno)
4. Fiona Ferro (primo turno)
5. Natalia Vikhlyantseva (qualificata)
6. Heather Watson (primo turno)
7. Timea Bacsinszky (ultimo turno)
8. Kateryna Kozlova (qualificata)
9. Olga Danilović (primo turno)
10. Nao Hibino (qualificata)
11. Misaki Doi (qualificata)
12. Fanny Stollár (primo turno)

## Qualificate
1. Priscilla Hon
2. Kateryna Kozlova
3. Stefanie Vögele
4. Christina McHale
5. Natalia Vikhlyantseva
6. Viktorija Golubic

1. Ysaline Bonaventure
2. Caty McNally
3. Zhu Lin
4. Zarina Diyas
5. Nao Hibino
6. Misaki Doi

## Tabellone

### Legenda
| - Q = Qualificato - WC = Wild card - LL = Lucky loser | - ALT = Alternate - SE = Special Exempt - PR = Protected Ranking | - w/o = Walkover - r = Ritirato - d = Squalificato |

### Sezione 1
|  | Primo turno | Primo turno          | Primo turno          | Primo turno | Primo turno |  |  | Ultimo turno | Ultimo turno         | Ultimo turno         | Ultimo turno | Ultimo turno |  |
|  |             |                      |                      |             |             |  |  |              |                      |                      |              |              |  |
|  | 1           | Anastasia Potapova   | 7                    | 4           | 0           |  |  |              |                      |                      |              |              |  |
|  |             | Priscilla Hon        | 63                   | 6           | 6           |  |  |              | Priscilla Hon        | Priscilla Hon        | 6            | 6            |  |
|  |             | Paula Badosa Gibert  | Paula Badosa Gibert  | 3           | 2           |  |  | 13           | Veronika Kudermetova | Veronika Kudermetova | 4            | 2            |  |
|  | 13          | Veronika Kudermetova | Veronika Kudermetova | 6           | 6           |  |  |              |                      |                      |              |              |  |

### Sezione 2
|  | Primo turno | Primo turno         | Primo turno         | Primo turno | Primo turno |  |  | Ultimo turno | Ultimo turno        | Ultimo turno        | Ultimo turno | Ultimo turno |  |
|  |             |                     |                     |             |             |  |  |              |                     |                     |              |              |  |
|  | 2           | Sara Sorribes Tormo | Sara Sorribes Tormo | 6           | 6           |  |  |              |                     |                     |              |              |  |
|  |             | Julia Glushko       | Julia Glushko       | 2           | 4           |  |  | 2            | Sara Sorribes Tormo | Sara Sorribes Tormo | 1            | 6            |  |
|  | WC          | Ashley Kratzer      | Ashley Kratzer      | 4           | 1           |  |  | 20           | Kateryna Kozlova    | Kateryna Kozlova    | 6            | 7            |  |
|  | 20          | Kateryna Kozlova    | Kateryna Kozlova    | 6           | 6           |  |  |              |                     |                     |              |              |  |

### Sezione 3
|  | Primo turno | Primo turno       | Primo turno | Primo turno | Primo turno |  |  | Ultimo turno | Ultimo turno    | Ultimo turno    | Ultimo turno | Ultimo turno |  |
|  |             |                   |             |             |             |  |  |              |                 |                 |              |              |  |
|  | 3           | Stefanie Vögele   | 6           | 3           | 6           |  |  |              |                 |                 |              |              |  |
|  |             | Caroline Dolehide | 2           | 6           | 3           |  |  | 3            | Stefanie Vögele | Stefanie Vögele | 6            | 7            |  |
|  |             | Sara Errani       | 6           | 63          | 6           |  |  |              | Sara Errani     | Sara Errani     | 2            | 64           |  |
|  | 18          | Heather Watson    | 2           | 7           | 4           |  |  |              |                 |                 |              |              |  |

### Sezione 4
|  | Primo turno | Primo turno       | Primo turno       | Primo turno | Primo turno |  |  | Ultimo turno | Ultimo turno     | Ultimo turno | Ultimo turno | Ultimo turno |  |
|  |             |                   |                   |             |             |  |  |              |                  |              |              |              |  |
|  | 4           | Vera Zvonarëva    | Vera Zvonarëva    | 6           | 6           |  |  |              |                  |              |              |              |  |
|  |             | Irina Khromacheva | Irina Khromacheva | 2           | 3           |  |  | 4            | Vera Zvonarëva   | 0            | 0            | r            |  |
|  |             | Christina McHale  | 6                 | 3           | 7           |  |  |              | Christina McHale | 6            | 2            |              |  |
|  | 24          | Fanny Stollár     | 0                 | 6           | 5           |  |  |              |                  |              |              |              |  |

### Sezione 5
|  | Primo turno | Primo turno           | Primo turno           | Primo turno | Primo turno |  |  | Ultimo turno | Ultimo turno          | Ultimo turno          | Ultimo turno | Ultimo turno |  |
|  |             |                       |                       |             |             |  |  |              |                       |                       |              |              |  |
|  | 5           | Dalila Jakupovič      | Dalila Jakupovič      | 6           | 6           |  |  |              |                       |                       |              |              |  |
|  |             | Arantxa Rus           | Arantxa Rus           | 3           | 4           |  |  | 5            | Dalila Jakupovič      | Dalila Jakupovič      | 62           | 1            |  |
|  | WC          | Zoe Kruger            | Zoe Kruger            | 0           | 0           |  |  | 17           | Natalia Vikhlyantseva | Natalia Vikhlyantseva | 7            | 6            |  |
|  | 17          | Natalia Vikhlyantseva | Natalia Vikhlyantseva | 6           | 6           |  |  |              |                       |                       |              |              |  |

### Sezione 6
|  | Primo turno | Primo turno       | Primo turno       | Primo turno | Primo turno |  |  | Ultimo turno | Ultimo turno      | Ultimo turno      | Ultimo turno | Ultimo turno |  |
|  |             |                   |                   |             |             |  |  |              |                   |                   |              |              |  |
|  | 6           | Katie Boulter     | 7                 | 5           | 6           |  |  |              |                   |                   |              |              |  |
|  |             | Allie Kiick       | 5                 | 7           | 2           |  |  | 6            | Katie Boulter     | Katie Boulter     | 4            | 3            |  |
|  |             | Marie Bouzková    | Marie Bouzková    | 65          | 2           |  |  | 14           | Viktorija Golubic | Viktorija Golubic | 6            | 6            |  |
|  | 14          | Viktorija Golubic | Viktorija Golubic | 7           | 6           |  |  |              |                   |                   |              |              |  |

### Sezione 7
|  | Primo turno | Primo turno         | Primo turno | Primo turno | Primo turno |  |  | Ultimo turno        | Ultimo turno        | Ultimo turno | Ultimo turno | Ultimo turno |  |
|  |             |                     |             |             |             |  |  |                     |                     |              |              |              |  |
|  | 7           | Lara Arruabarrena   | 1           | 7           | 2           |  |  |                     |                     |              |              |              |  |
|  |             | Iga Świątek         | 6           | 6           | 6           |  |  | Iga Świątek         | Iga Świątek         | 6            | 2            | 4            |  |
|  |             | Ysaline Bonaventure | 68          | 6           | 6           |  |  | Ysaline Bonaventure | Ysaline Bonaventure | 1            | 6            | 6            |  |
|  | 21          | Olga Danilović      | 7           | 4           | 4           |  |  |                     |                     |              |              |              |  |

### Sezione 8
|  | Primo turno | Primo turno       | Primo turno | Primo turno | Primo turno |  |  | Ultimo turno | Ultimo turno     | Ultimo turno | Ultimo turno | Ultimo turno |  |
|  |             |                   |             |             |             |  |  |              |                  |              |              |              |  |
|  | 8           | Kristýna Plíšková | 6           | 6           | 5           |  |  |              |                  |              |              |              |  |
|  | WC          | Caty McNally      | 2           | 7           | 7           |  |  | WC           | Caty McNally     | 4            | 6            | 6            |  |
|  |             | Conny Perrin      | 7           | 0           | 1           |  |  | 19           | Timea Bacsinszky | 6            | 0            | 4            |  |
|  | 19          | Timea Bacsinszky  | 5           | 6           | 6           |  |  |              |                  |              |              |              |  |

### Sezione 9
|  | Primo turno | Primo turno      | Primo turno      | Primo turno | Primo turno |  |  | Ultimo turno | Ultimo turno  | Ultimo turno | Ultimo turno | Ultimo turno |  |
|  |             |                  |                  |             |             |  |  |              |               |              |              |              |  |
|  | 9           | Zhu Lin          | 3                | 6           | 6           |  |  |              |               |              |              |              |  |
|  |             | Wang Xiyu        | 6                | 2           | 3           |  |  | 9            | Zhu Lin       | 4            | 6            | 7            |  |
|  |             | Monica Niculescu | Monica Niculescu | 5           | 4           |  |  | 15           | Anna Blinkova | 6            | 4            | 5            |  |
|  | 15          | Anna Blinkova    | Anna Blinkova    | 7           | 6           |  |  |              |               |              |              |              |  |

### Sezione 10
|  | Primo turno | Primo turno       | Primo turno       | Primo turno | Primo turno |  |  | Ultimo turno | Ultimo turno | Ultimo turno | Ultimo turno | Ultimo turno |  |
|  |             |                   |                   |             |             |  |  |              |              |              |              |              |  |
|  | 10          | Zarina Diyas      | Zarina Diyas      | 6           | 7           |  |  |              |              |              |              |              |  |
|  |             | Varvara Lepchenko | Varvara Lepchenko | 4           | 5           |  |  | 10           | Zarina Diyas | Zarina Diyas | 7            | 7            |  |
|  |             | Nicole Gibbs      | Nicole Gibbs      | 6           | 6           |  |  |              | Nicole Gibbs | Nicole Gibbs | 64           | 5            |  |
|  | 16          | Fiona Ferro       | Fiona Ferro       | 2           | 1           |  |  |              |              |              |              |              |  |

### Sezione 11
|  | Primo turno | Primo turno    | Primo turno    | Primo turno | Primo turno |  |  | Ultimo turno | Ultimo turno   | Ultimo turno | Ultimo turno | Ultimo turno |  |
|  |             |                |                |             |             |  |  |              |                |              |              |              |  |
|  | 11          | Sorana Cîrstea | Sorana Cîrstea | 6           | 6           |  |  |              |                |              |              |              |  |
|  | WC          | Danielle Lao   | Danielle Lao   | 3           | 4           |  |  | 11           | Sorana Cîrstea | 6            | 1            | 0            |  |
|  |             | Claire Liu     | Claire Liu     | 3           | 3           |  |  | 22           | Nao Hibino     | 4            | 6            | 6            |  |
|  | 22          | Nao Hibino     | Nao Hibino     | 6           | 6           |  |  |              |                |              |              |              |  |

### Sezione 12
|  | Primo turno | Primo turno          | Primo turno          | Primo turno | Primo turno |  |  | Ultimo turno | Ultimo turno     | Ultimo turno     | Ultimo turno | Ultimo turno |  |
|  |             |                      |                      |             |             |  |  |              |                  |                  |              |              |  |
|  | 12          | Mandy Minella        | Mandy Minella        | 2           | 3           |  |  |              |                  |                  |              |              |  |
|  |             | Yanina Wickmayer     | Yanina Wickmayer     | 6           | 6           |  |  |              | Yanina Wickmayer | Yanina Wickmayer | 62           | 5            |  |
|  | WC          | Francesca Di Lorenzo | Francesca Di Lorenzo | 3           | 4           |  |  | 23           | Misaki Doi       | Misaki Doi       | 7            | 7            |  |
|  | 23          | Misaki Doi           | Misaki Doi           | 6           | 6           |  |  |              |                  |                  |              |              |  |